# Marquesado de Navahermosa
El Marquesado de Navahermosa es un título nobiliario español, creado el 2 de agosto de 1683 por el rey Carlos II, a favor de Juan de Feloaga y Ponce de León. Fue Título nobiliario concedido el 2-VHI-1683 a Juan de Feloaga y Ponce de León, trece de la Orden de Santiago, presidente de la Real Audiencia y Casa de la Contratación de Indias, ministro y contador mayor de Hacienda y capitán general del Nuevo Reino de Granada.

## Denominación
Su denominación hace referencia a la aldea de Navahermosa, en Loranca del Campo.

## Marqueses de Navahermosa
|                        | Titular                                                         | Periodo                |
| Creación por Carlos II | Creación por Carlos II                                          | Creación por Carlos II |
| ---------------------- | --------------------------------------------------------------- | ---------------------- |
| I                      | Juan de Feloaga y Ponce de León                                 | 1683-1702              |
| II                     | Francisco de Feloaga y Vargas                                   | 1702-1736              |
| III                    | José de Feloaga y Vargas                                        | 1736-?                 |
| IV                     | Juan Félix de Feloaga y Vargas                                  | ? -1756                |
| V                      | Alejo de Feloaga y López de Zárate                              | 1756-                  |
| VI                     | Félix de Feloaga y Gaytán                                       |                        |
| VII                    | Manuel de Salabert y Torres                                     | ? -1834                |
| VIII                   | Narciso de Salabert y Pinedo                                    | 1834-1885              |
| IX                     | Rosario Casilda Remigia de Salabert y Arteaga                   | 1885-1936              |
| X                      | Luis Jesús Fernández de Córdoba y Salabert                      | 1952-1956              |
| XI                     | Victoria Eugenia Fernández de Córdoba y Fernández de Henestrosa | 1958-1969              |
| XII                    | Ana Luisa de Medina y Fernández de Córdoba                      | 1969-2012              |
| XIII                   | Alexander Gonzalo de Hohenlohe-Langenburg y Schmidt-Polex       | 2016-                  |

## Historia de los marqueses de Navahermosa
- Juan de Feloaga y Ponce de León (f. en 1702), I marqués de Navahermosa.

Le sucedió su hijo:
- Francisco de Feloaga y Vargas (f. en 1736), II marqués de Navahermosa.

Le sucedió su hermano:
- José de Feloaga y Vargas, III marqués de Navahermosa.

Le sucedió su hermano:
- Juan Félix de Feloaga y Vargas (1688-1756), IV marqués de Navahermosa.

Le sucedió su hijo:
- Alejo de Feloaga y López de Zárate, V marqués de Navahermosa.

Le sucedió su hijo:
- Félix de Feloaga y Gaytán, VI marqués de Navahermosa.

Le sucedió un descendiente del IV marqués:
- Manuel de Salabert y Torres (1779-1834), VII marqués de Navahermosa, V conde de Ofalia, VI marqués de la Torrecilla, VII marqués de Valdeolmos.

1. Casó con María Casilda de Pinedo y Huici.

Le sucedió su hijo:
- Narciso de Salabert y Pinedo (1830-1885), VIII marqués de Navahermosa, VI conde de Ofalia,  VII marqués de la Torrecilla, VIII marqués de Valdeolmos, VII marqués de la Torre de Esteban Hambrán, X conde de Aramayona.

1. Casó con María Josefa de Arteaga y Silva, hija de Andrés Avelino de Arteaga y Lazcano Palafox, VII marqués de Valmediano.

Le sucedió su hija:
- Casilda Remigia de Salabert y Arteaga (1838-1936), IX marquesa de Navahermsa, VII condesa de Ofalia, XI duquesa de Ciudad Real, IX marquesa de la Torrecilla, XI condesa de Aramayona, VIII vizcondesa de Linares.

1. Casó con Luis María Fernández de Córdoba y Pérez de Barradas, XVI duque de Medinaceli, XV duque de Feria, XIV duque de Alcalá de los Gazules, XVI duque de Segorbe, XVII duque de Cardona, XII duque de Camiña, VI duque de Santisteban del Puerto etc..
2. Casó con Mariano Fernández de Henestrosa y Ortiz de Mioño, I duque de Santo Mauro, IV conde de Estradas.

Le sucedió en 1952, de su primer matrimonio, su hijo: 
- Luis Jesús Fernández de Córdoba y Salabert (1880-1956), X marqués de Navahermosa, VIII conde de Ofalia, XII duque de Ciudad Real, XVII duque de Medinaceli, XVI duque de Feria, XV duque de Alcalá de los Gazules, XVII duque de Segorbe, XVIII duque de Cardona, XIII duque de Camiña, XV duque de Lerma VII duque de Santisteban del Puerto, III duque de Denia, III duque de Tarifa, X marqués de la Torrecilla, etc..

1. Casó con Ana María Fernández de Henestrosa y Gayoso de los Cobos.
2. Casó con María de la Concepción Rey y Pablo-Blanco.[2]

Le sucedió su hija: 
- Victoria Eugenia Fernández de Córdoba y Fernández de Henestrosa (1917-2013), XI marquesa de Navahermosa, XIV duquesa de Camiña, XVIII duquesa de Medinaceli, XVII duquesa de Feria, XVIII duquesa de Segorbe, XVI duquesa de Alcalá de los Gazules, VIII duquesa de Santisteban del Puerto, IV duquesa de Denia, IV duquesa de Tarifa, XIII duquesa de Ciudad Real, etc.

1. Casó con Rafael de Medina y de Vilallonga, hijo de Luis de Medina y Garvey, de la casa marquesal de Esquivel y de Amelia de Vilallonga e Ibarra, de la casa condal de Villalonga.

Le sucedió, por cesión de 1969, su hija:
- Ana Luisa de Medina y Fernández de Córdoba (1940-2012), XII marquesa de Navahermosa, X condesa de Ofalia. Tras fallecer de cáncer y siendo la primogénita de su madre, su hijo mayor se convirtió en el nuevo Duque de Medinaceli, etc. (y los dos hijos de éste recibieron los dos títulos de doña Ana Luisa en el año 2016: Victoria de Hohenlohe es la XI Condesa de Ofalia, y Alexander de Hohenlohe el XIII Marqués de Navahermosa).

Le sucedió, en 2016, su nieto:
- Alexander Gonzalo de Hohenlohe-Langenburg y Schmidt-Polex (n. en 1999), XIII marqués de Navahermosa, XIV duque de Ciudad Real.